# Kubschütz
Kubschütz (alt sòrab: Kubšicy) és un municipi alemany que pertany a l'estat de Saxònia. Limita amb Malschwitz al nord, Weißenberg i Hochkirch a l'est, Cunewalde i Großpostwitz al sud i amb Bautzen a l'oest. Segons els estudis d'Arnošt Muka de 1880 el 93% els habitants eren sòrabs.

## Nuclis de població
| - Baschütz (sorb. Bošecy), 268 h. - Blösa (Brězow), 92 h. - Canitz-Christina (Konjecy), 96 h. - Daranitz (Torońca), 19 h. - Döhlen (Delany), 51 h. - Großkunitz (Chójnica), 42 h. - Grubditz (Hruboćicy), 71 h. - Jenkwitz (Jenkecy), 366 h. - Kreckwitz (Krakecy), 193 h. - Kubschütz (Kubšicy), 505 h. - Kumschütz (Kumšicy), 65 h. - Litten (Lětoń), 53 h. | - Neupurschwitz (Nowe Poršicy), 45 h. - Pielitz (Splósk), 62 h. - Purschwitz (Poršicy), 302 h. - Rabitz (Rabocy), 73 h. - Rachlau (Rachlow), 164 h. - Rieschen (Zrěšin), 28 h. - Scheckwitz (Šekecy), 30 h. - Soculahora (Sokolca), 60 h. - Soritz (Sowrjecy), 97 h. - Waditz (Wadecy), 54 h. - Weißig (Wysoka), 24 h. - Zieschütz (Cyžecy), 40 h. |

## Personatges il·lustres
- Arnošt Bart-Brězynčanski (1870–1956) patriota i polític sòrab.
- Siegfried Michalk (1927–1992) eslavista i sorabista